# Gare de Rochefort
Gare de Rochefort – stacja kolejowa w Rochefort, w departamencie Charente-Maritime, w regionie Nowa Akwitania, we Francji. Stacja znajduje się na linii Nantes – Saintes.

## Historia
Stacja została wybudowana 7 września 1857 jako część linii z Aigrefeuille do Rochefort przez Compagnie du Chemin de fer de Paris à Orléans. Pierwsza stacja Rochefort, zwana Gare d’Orléans, została zbudowana w pobliżu basenu nr 2 w nowym porcie handlowym.
Drugi dworzec w Rochefort, usytuowany w miejscu obecnego dworca, otwarty przez Compagnie des Charentes wraz z linią z Rochefort do Saintes 15 kwietnia 1867. 29 grudnia 1873 została otwarta linia do La Rochelle. W 1878 stacja została przejęta przez Chemins de Fer de l'État.
Obecny budynek został wybudowany w 1922 roku przez architekta Pierre Esquié (autor również Gare de La Rochelle) w stylu art déco. Oryginalny budynek jest oznaczony logiem Chemins de Fer de l'État. Stacja została uznana za zabytek 28 grudnia 1984.